# Église Saint-Denis d'Arnouville
L'église Saint-Denys est une église catholique paroissiale située à Arnouville, dans le Val-d'Oise, en France. C'est une œuvre méconnue de l'architecte néo-classique Jean-Baptiste Chaussard, qui a été achevée en 1782, quelques années seulement avant la Révolution française. Elle remplace l'église médiévale, de fondation très ancienne, qui se situait dans le parc du château d'Arnouville. La reconstruction s'inscrit dans un projet urbanistique de grande ampleur voulu par le comte Jean-Baptiste de Machault d'Arnouville, qui porte à la fois sur le château et son domaine, et sur le village. Chaussard mène un discours architectural pauvre, et se passe de tout décor sculpté. À l'extérieur, seule la façade a bénéficié de soins décoratifs. À l'intérieur, deux colonnades d'ordre dorique apportent une subdivision en trois vaisseaux. Avec l'entablement aux multiples strates de modénature et le fronton en arc de cercle qui domine la niche du retable du maître-autel, ce sont les seuls éléments qui structurent l'espace. Les deux retables latéraux au chevet des collatéraux, qui se basent sur l'ordonnancement du portail, sont toutefois indissociables du développement architectural de l'édifice, et rompent avec la nudité des murs qui règne ailleurs. L'église Saint-Denys a été inscrite aux monuments historiques par arrêté du 12 juin 1986. Elle est aujourd'hui affiliée à la paroisse Notre-Dame-de-la-Paix d'Arnouville, et des messes dominicales anticipées y sont célébrées le second samedi du mois à 18 h.

## Localisation

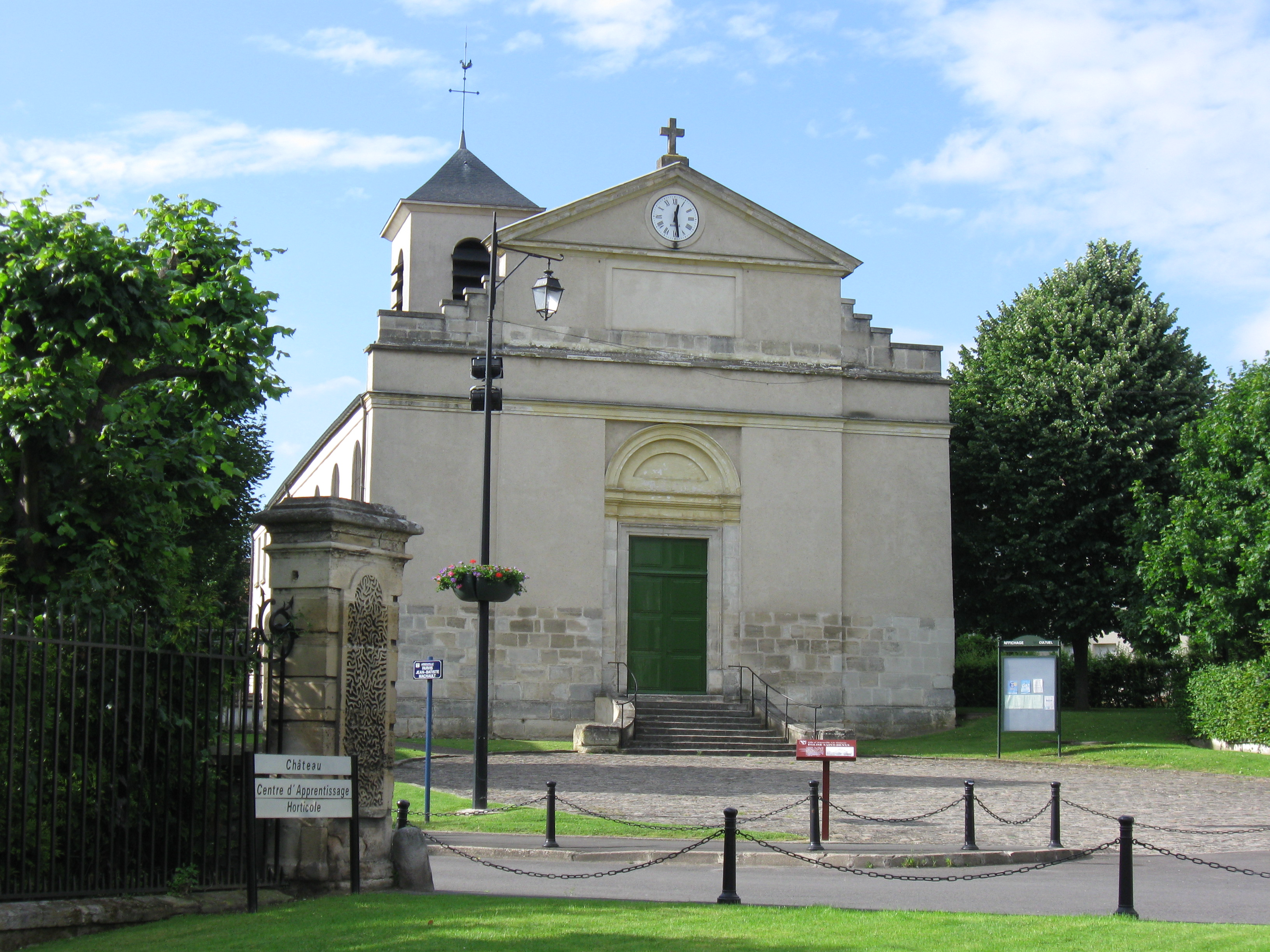
Vue depuis le rond-point des Victoires.

L'église Saint-Denys est située en France, en région Île-de-France et dans le département du Val-d'Oise, en pays de France, sur la commune d'Arnouville, au centre ancien du village, près du château. Ce quartier a été construit de toutes pièces après 1750, simultanément avec le château d'Arnouville, par décision du seigneur d'Arnouville, Jean-Baptiste de Machault d'Arnouville, garde des sceaux (1750-1757), contrôleur général des finances de Louis XV (1745-1754), puis secrétaire d'État de la Marine (1754). Le plan, très ambitieux, s'articule autour de places circulaires à l'intersection du grand chemin de Gonesse à Paris, d'où partent entre quatre et six radiales. Le projet fut élaboré par les architectes Pierre Contant d'Ivry (1698-1777) et Jean-Michel Chevotet (1698-1772). Dominique Foussard qualifie le résultat de « l'une des plus belles réalisations d'urbanisme rural du siècle des Lumières ». L'église se situe à la charnière entre le parc du château, à l'ouest, et l'agglomération, à l'est. Elle est implantée sur un petit tertre, perpendiculairement à la déclivité de la pente, au nord-ouest de la deuxième place, dite rond-point des Victoires, un peu en recul par rapport à ce dernier, 6 - 10 rue du Ratelier / Parvis Jean-Baptiste de Machault d’Arnouville. La façade regarde directement en direction de la place, et l'église n'est donc pas régulièrement orientée, car le chevet donne sur le nord-ouest. Puisque l'église bloque l'axe partant du rond-point, la rue du Ratelier adopte, à titre exceptionnel, un tracé sinueux. Le presbytère contemporain de l'église se trouvait à sa gauche ; il fut démoli au début du XXIe siècle.

## Historique
Un diplôme du roi Eudes de la fin du IXe siècle précise qu'un vassal de l'abbaye de Saint-Denis du nom d'Ermenold (Ermenoldus, Ermenoldis) tient d'elle un moulin. Ce rapport très ancien avec l'abbaye dionysienne explique sans doute que Saint-Denys soit devenu le patron du village. Quant à Ermenold, il serait, selon l'abbé Lebeuf, à l'origine du nom du village, qui se dit encore Ermenouville au XVIIe siècle. Sous l'impulsion du comte Jean-Baptiste de Machault, il est transformé en Ernouville ou Arnouville. La première église doit au moins remonter au XIe siècle, car au début du siècle suivant, Galon, évêque de Paris, donne l'autel dédié à Saint-Denys, ou autrement dit, la collation de la cure, au prieuré Saint-Martin-des-Champs, à Paris. Cette donation est confirmée par des bulles des papes Pascal II, Calixte II et Eugène III. Elle est en outre ratifiée par un accord passé en 1124 entre Bouchard IV de Montmorency et Matthieu, prieur de Saint-Martin-des-Champs. Cet accord est certifié en la même année par Étienne de Senlis, évêque de Paris. En 1542, le jour de la Pentecôte, une nouvelle dédicace est célébrée par Guy de Montmirail, évêque in partibus de Mégare (de).
L'on dispose de peu de renseignements sur l'église qui existe à cette époque. Les plans anciens montrent qu'elle est située plus en amont dans la vallée du Petit Rosne, sur des terrains ensuite transformés par l'aménagement du parc du château, et qu'elle est régulièrement orientée. Vers 1740, l'abbé Lebeuf décrit l'église Saint-Denys comme un édifice fort commun, qui a souvent été réparé, et ne conserve qu'un ou deux piliers d'une structure plus ancienne du XIIIe siècle. Le clocher se situe au-dessus du croisillon sud. L'abbé Lebeuf dit également que Jean-Baptiste de Machault a fait tant d'embellissements à Arnouville, « que la face de ce lieu est changée entièrement ». C'est dans le contexte de ses grands aménagements que le comte fait édifier une nouvelle église. Sa disgrâce en 1757 freine les travaux, et le château reste finalement inachevé. Les deux architectes chargés du projet, Jean-Michel Chevotet et Pierre Contant d'Ivry, meurent respectivement en 1772 et 1777. Jean-Baptiste de Machault choisit donc comme architecte un collaborateur de Contant d'Ivry, par ailleurs gendre de Chevotet, Jean-Baptiste Chaussard (1729-1818). La nouvelle église est terminée en 1782. Pour Dominique Foussard, c'est « une réalisation méconnue d'un grand nom de l'architecture de la fin du XVIIIe siècle ». Jusqu'à la fin de l'Ancien Régime, Arnouville relève du doyenné de Montmorency, de l'archidiaconé de Paris, et de l'archidiocèse de Paris. Sous la Révolution française, la paroisse est rattachée au nouveau diocèse de Versailles, dont le territoire correspond au département de Seine-et-Oise. En 1966, le redécoupage des départements d'Île-de-France apporte la création du diocèse de Pontoise pour le territoire du nouveau département du Val-d'Oise, et Arnouville en fait désormais partie. L'église Saint-Denys est inscrite aux monuments historiques par arrêté du 12 juin 1986. Elle est aujourd'hui affiliée à la paroisse Notre-Dame-de-la-Paix, et ne joue plus qu'un rôle secondaire. Des messes dominicales anticipées y sont célébrées le second samedi du mois à 18 h.

## Description

### Aperçu général

Plan de l'église.

Orientée irrégulièrement vers le nord-ouest du côté du chevet, l'église répond à un plan rectangulaire simple et symétrique. Seulement l'abside rectangulaire y déroge : elle fait saillie devant le chevet, et sert en même temps de base au clocher. L'espace intérieur est subdivisé en trois vaisseaux et six travées par deux colonnades, qui définissent une nef et deux bas-côtés. Leur hauteur est sensiblement la même : seule la fausse voûte en berceau du vaisseau central lui fait gagner un peu de hauteur par rapport aux collatéraux, qui sont munis de plafonds plats. Il n'y a pas de différenciation architecturale entre la nef des fidèles et le chœur liturgique, si ce n'est que celui-ci est mis en valeur par l'abside et son grand retable du chevet. La sacristie se situe devant le chevet. Elle possède un étage, et atteint ainsi la même hauteur que les collatéraux. L'on accède à l'église par un escalier à neuf marches. Il y a également un accès latéral par la cinquième travée du bas-côté gauche, et un autre accès par la sacristie. Les trois vaisseaux sont recouverts ensemble par une toiture à deux rampants faiblement inclinés, avec un pignon en façade ; une croupe au-dessus de la sacristie ; et un demi-pignon au chevet du bas-côté droit. Le clocher est coiffé d'un toit en pavillon.

### Extérieur

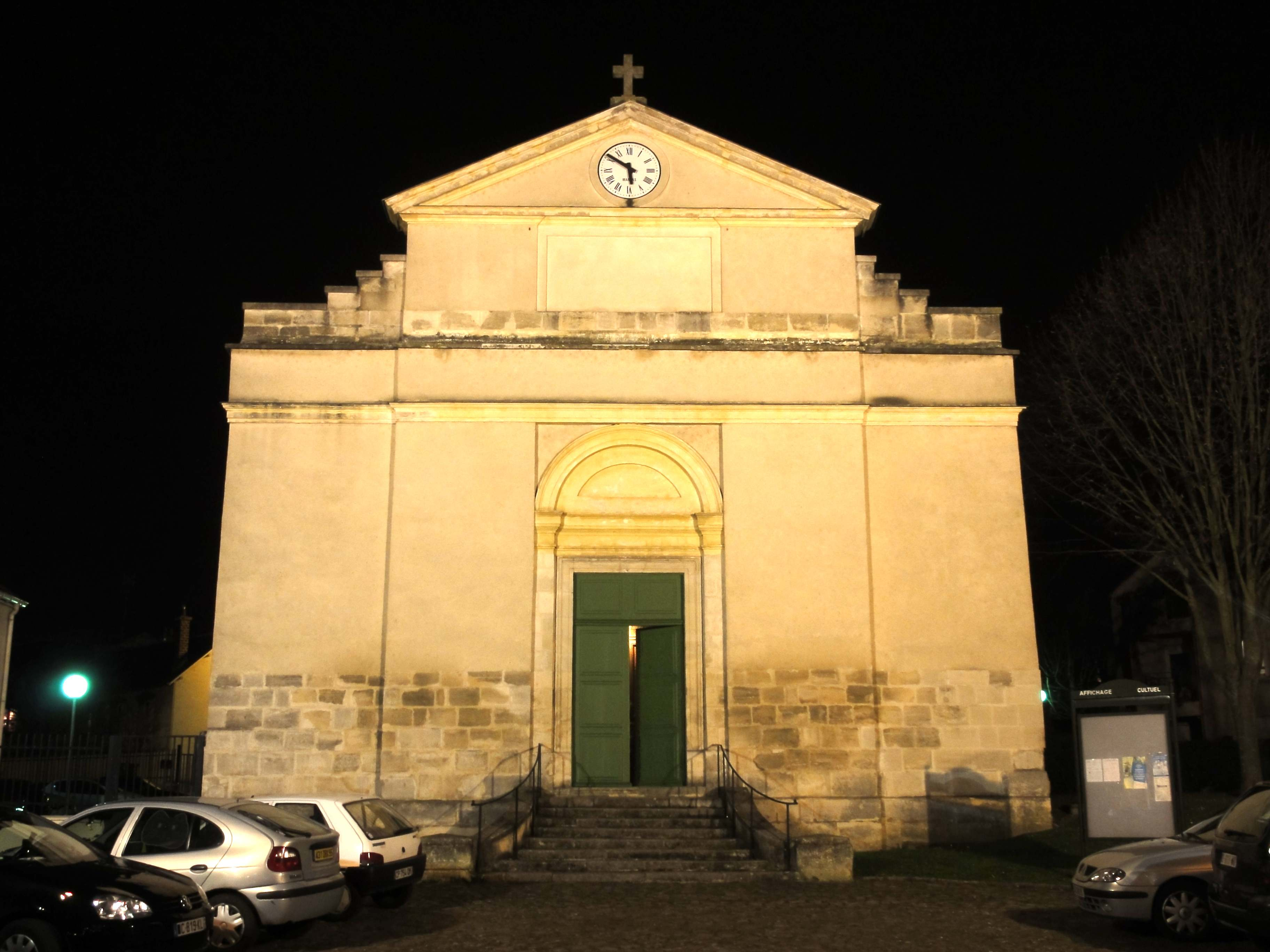
La façade illuminée.

L'église est pour l'essentiel bâtie en briques, et les murs sont enduits et peints, à l'exception toutefois du soubassement, des parties basses de la façade, d'une assise en haut, et des demi-pignon à pas de moineaux des bas-côtés. La façade est, à l'extérieur, la seule élévation qui a bénéficié de soins décoratifs : ailleurs, les murs sont parfaitement lisses, et le clocher est une simple tour, dont l'étage est ajouré d'une baie abat-son en plein cintre par face. Seulement les collatéraux possèdent des fenêtres, à raison d'une grande baie en plein cintre sans remplage par travée, le chevet et la façade étant aveugles. Dominique Foussard parle d'un « discours architectural pauvre ». La façade s'organise en deux registres. Jusqu'à l'entablement ébauché qui le termine, le registre inférieur se subdivise en cinq pans de largeur identique. Le pan central correspond au portail, et les pans latéraux, aux bas-côtés. Les deux pans qui flanquent le portail forment un avant-corps en faible saillie. L'entablement ne distingue plus qu'entre le corps central et les deux pans latéraux. La mouluration se concentre sur l'architrave, qui est profilée, du haut vers le bas, d'un quart-de-rond entre deux listels, et d'un large méplat séparé par un faible ressaut d'un autre méplat. La métope aniconique est entièrement nue, et la corniche se résume à un simple bandeau saillant.
Ensuite, le second registre prévoit une attique de faible hauteur correspondant au corps central, ornée seulement d'un panneau aujourd'hui vierge de toute inscription ; et deux demi-pignons à pas de moineaux correspondant aux collatéraux. Ces demi-pignons, qui présentent une partie droite près des angles de l'édifice, puis trois ressauts, se substituent aux ailerons employés par les architectes baroques et classiques. L'attique supporte un fronton triangulaire sommé d'une croix en antéfixe. Les rampants et la base du pignon sont moulurés. Reste à revenir vers le portail. Il se compose d'une porte rectangulaire à double vantail, entouré d'un large bandeau, et de deux pilastres nus supportant un entablement et un fronton plaqué en arc de cercle. Si les pilastres font saillie devant le bandeau entourant le portail, ils sont en même temps placés en retrait par rapport aux deux pans de mur latéraux du corps central. L'entablement est mouluré de manière différente de ce qu'il est pour son homologue en haut du premier registre de la façade, et se distingue par une haute corniche ; en revanche, le fronton est dépourvu de base. Il arbore, en son milieu, une baie factice en demi-lune. Les écoinçons au-dessus du fronton paraissent évidés, mais cette impression résulte de la faible saillie des deux pans latéraux du corps central. Dominique Foussard y voit le recours au même procédé que Contant d'Ivry employa pour l'escalier du Palais-Royal.

### Intérieur

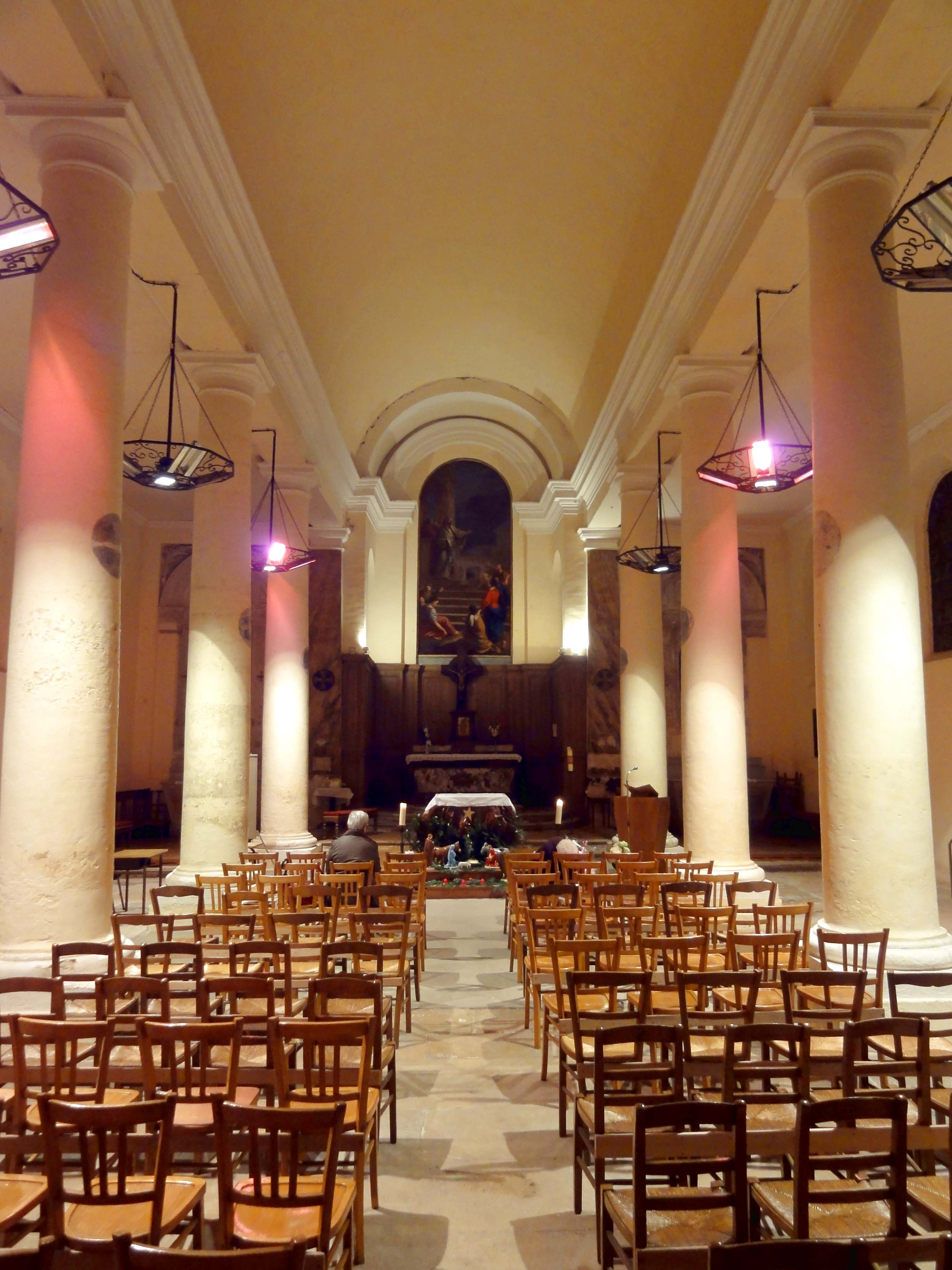
Vaisseau central.

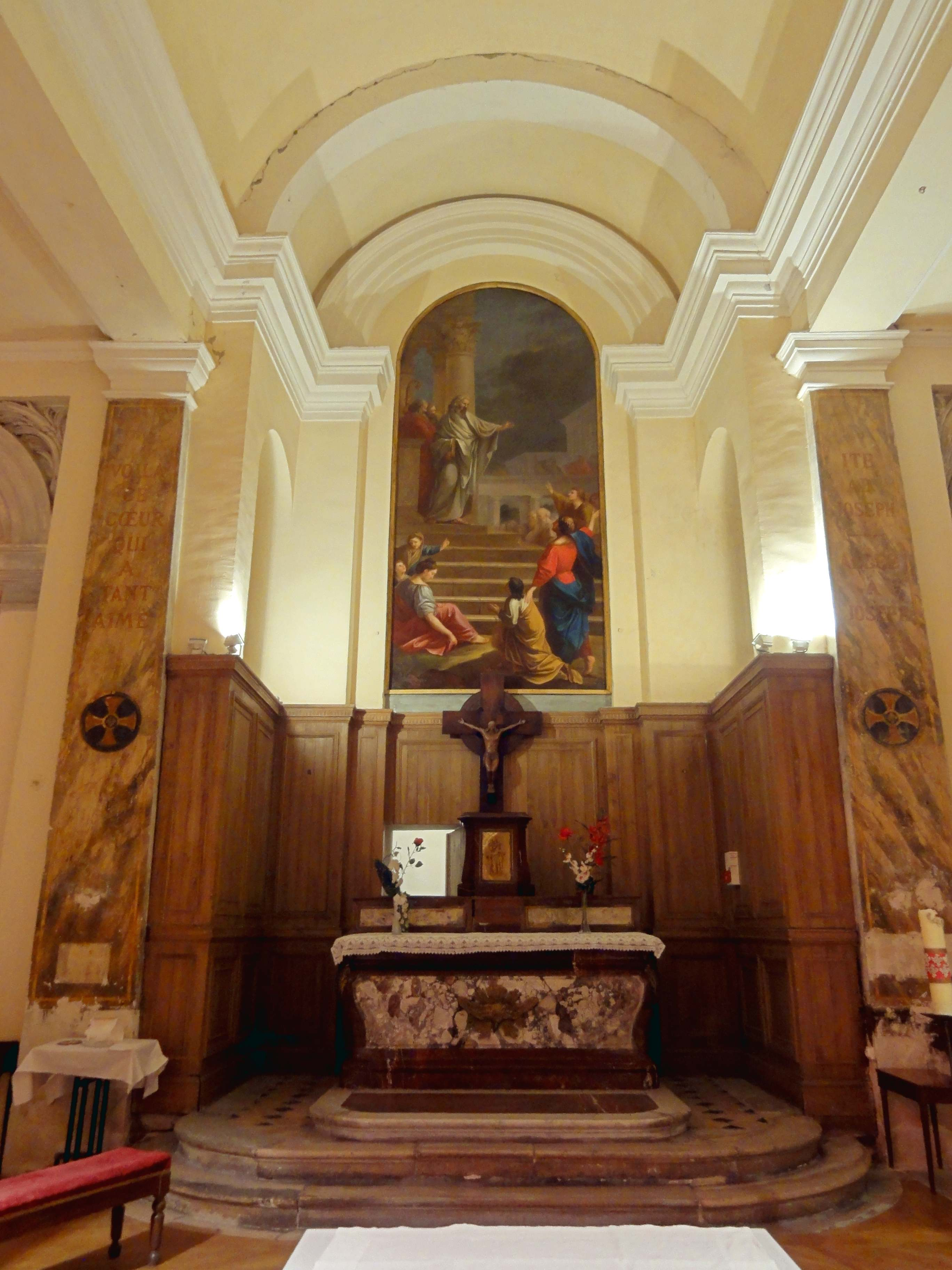
Abside.

L'intérieur adopte un plan basilical classique. Le vaisseau central est un peu moins large que ne le suggère la façade : sa largeur est équivalente à celle des deux collatéraux réunis. La hauteur sous le sommet de la voûte dépasse de moitié la largeur, ce qui confère à la nef un aspect élancé. Les colonnades qui la séparent des bas-côtés sont formées par cinq colonnes doriques de chaque côté, et par un pilastre au début et à la fin. Les unes et les autres sont dépourvus de cannelures, et leur diamètre diminue successivement du bas vers le haut. Les bases, composées de deux ressauts et d'un gros tore, ne sont pas flanquées de griffes aux angles, et reposent sur des socles cubiques. Les chapiteaux présentent une frise aniconique délimitée par deux baguettes. Un quart-de-rond établit le lien avec le tailloir carré. Celui-ci est au profil d'une plate-bande et d'un bandeau saillant. Les tailloirs supportent une poutre sans aucune mouluration, sur laquelle repose une sorte d'entablement caractérisé par un grand nombre de moulures et de ressauts. La métope est en revanche nue. Elle est établie en encorbellement par rapport à l'architrave, et la corniche est établie en encorbellement par rapport à la métope. Le profil de la corniche est composé, du haut vers le bas, d'une plate-bande, d'un listel, d'une large doucine, d'une baguette et d'un filet. L'architrave est composée d'un quart-de-rond, d'une doucine moins large, et d'une plate-bande. Rien de l'entablement n'est visible depuis les bas-côtés, qui sont donc beaucoup plus simples. Leur intérêt réside dans les intéressantes perspectives qui s'ouvrent à travers la colonnade, jusqu'à l'autre colonnade en face. En plus, le fond des collatéraux abrite des retables, qui sont indissociables du développement architectural de l'édifice, et déclinent l'ordonnancement du portail.
Le traitement de l'abside est particulier, et met ainsi en exergue le sanctuaire. À l'entrée de l'abside, la largeur et la hauteur du vaisseau diminuent, et au niveau du plafond, le ressaut évoque « un embryon d'arc triomphal » (Dominique Foussard). L'entablement ne s'interrompt pas au niveau de ce ressaut, et on le voit de face depuis la nef des fidèles. L'entablement se poursuit également sur une courte section sur le mur du chevet, ou il est également visible de face. Cette superposition de deux plans donne davantage de profondeur à cette partie de l'édifice. Selon le projet initial, cet effet de profondeur devait être renforcée par deux fenêtres latérales, mais il n'y a que des baies factices, et à gauche, la sacristie est mitoyenne du mur de l'abside, et ne lui permet de toute façon pas de prendre le jour depuis l'extérieur. Dominique Foussard écrit que « Chaussard a percé le chœur d'ouvertures latérales diffusant une lumière dont la source mystérieuse reste invisible depuis la nef ». Le procédé n'a toutefois rien d'original, car partagé avec l'ensemble des églises dont le chœur dispose d'une partie droite non flanquée de chapelles ou collatéraux. — Entre les deux sections d'entablement au chevet, le mur du fond est placé en retrait, afin de former une niche de retable. Un fronton en arc de cercle, dont le profil est un peu plus simple que celui de l'entablement, couronne la niche. Le retable proprement dit se résume à un grand tableau au cadre cintré, qui représente saint Denis prêchant aux portes de Paris, et est signé Larriel. Nonobstant, l'architecture crée l'effet d'un retable architecturé simple. Dans son ensemble, le vaisseau central est d'un effet puissant grâce au diamètre important des piliers, et la concentration de la décoration sur les multiples strates de la modénature. Dominique Foussard fait le rapprochement avec la collégiale de L'Isle-Jourdain  (Gers), construite en 1785 par un élève de Jacques-Germain Soufflot, Jean-Arnaud Raymond.

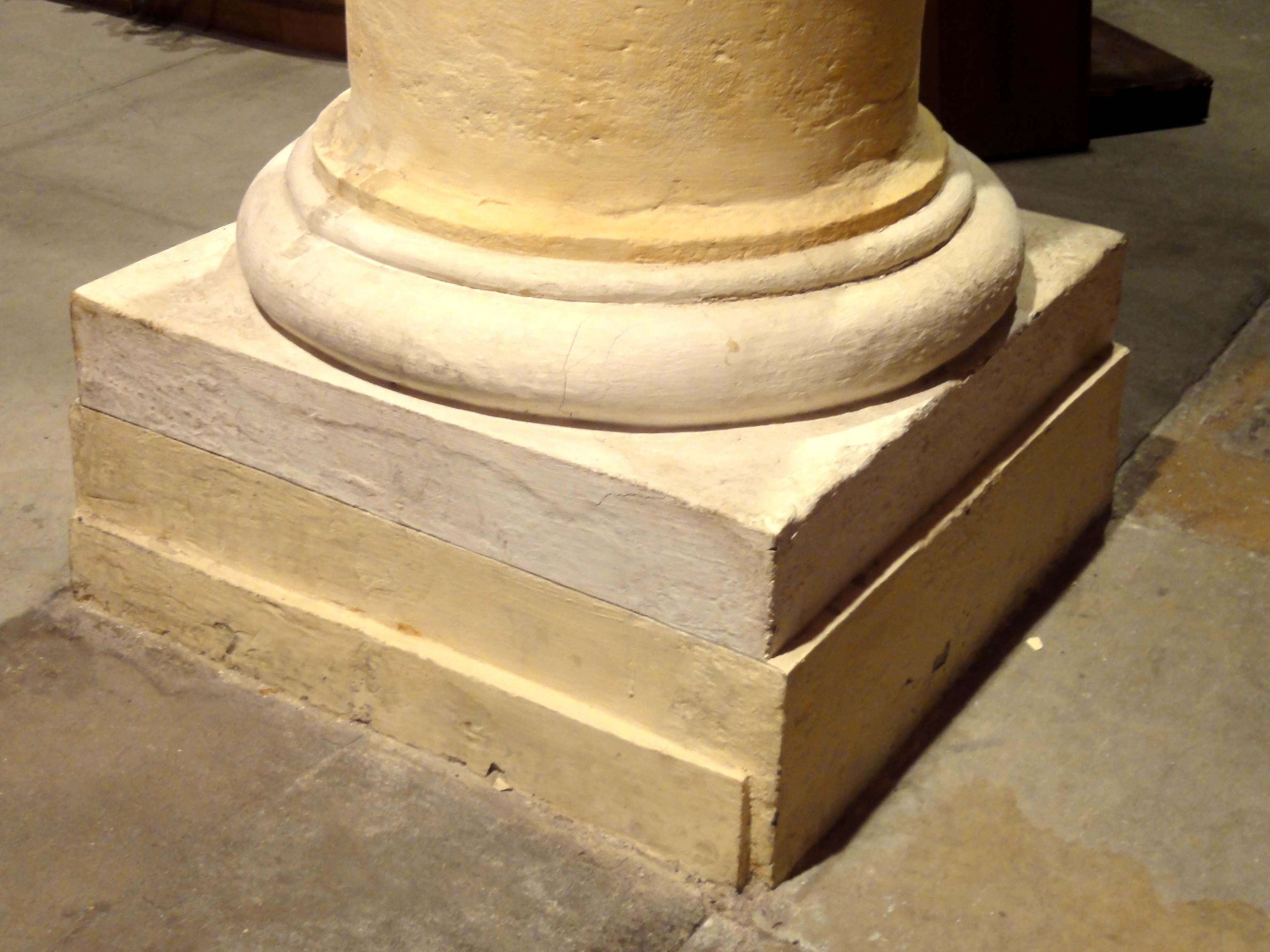
Base des piliers.
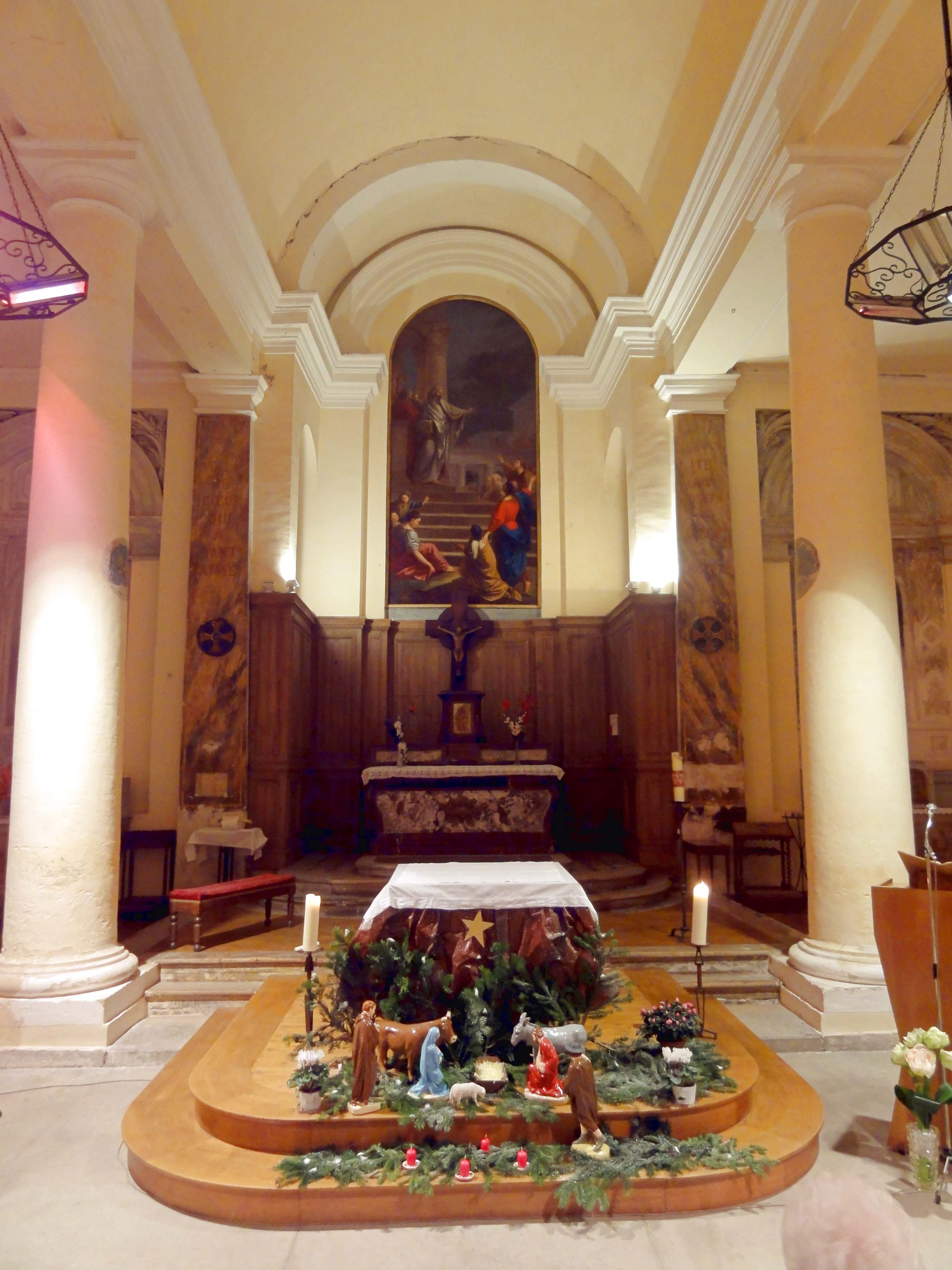
Chœur liturgique.
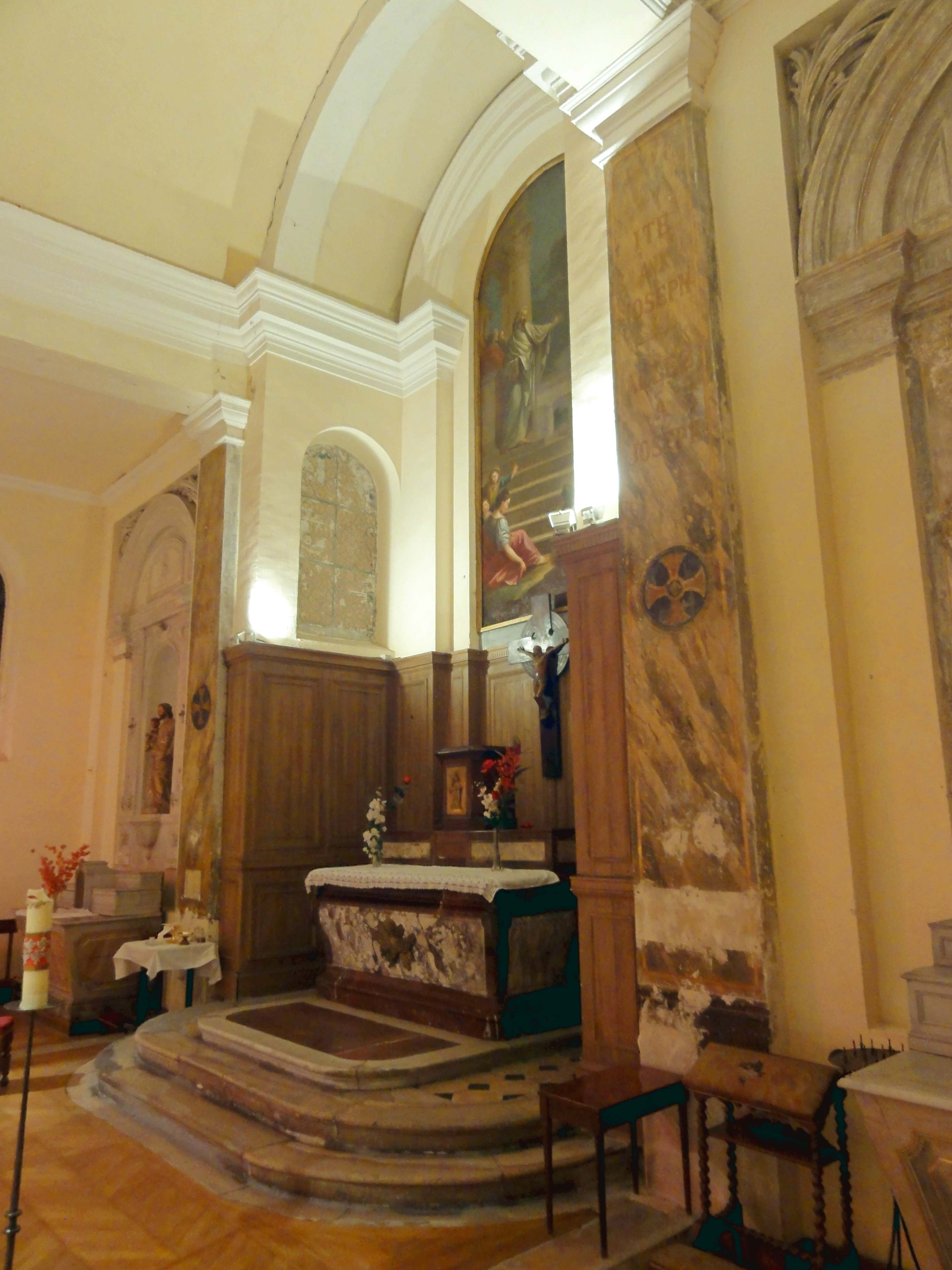
Abside, vue vers le nord.
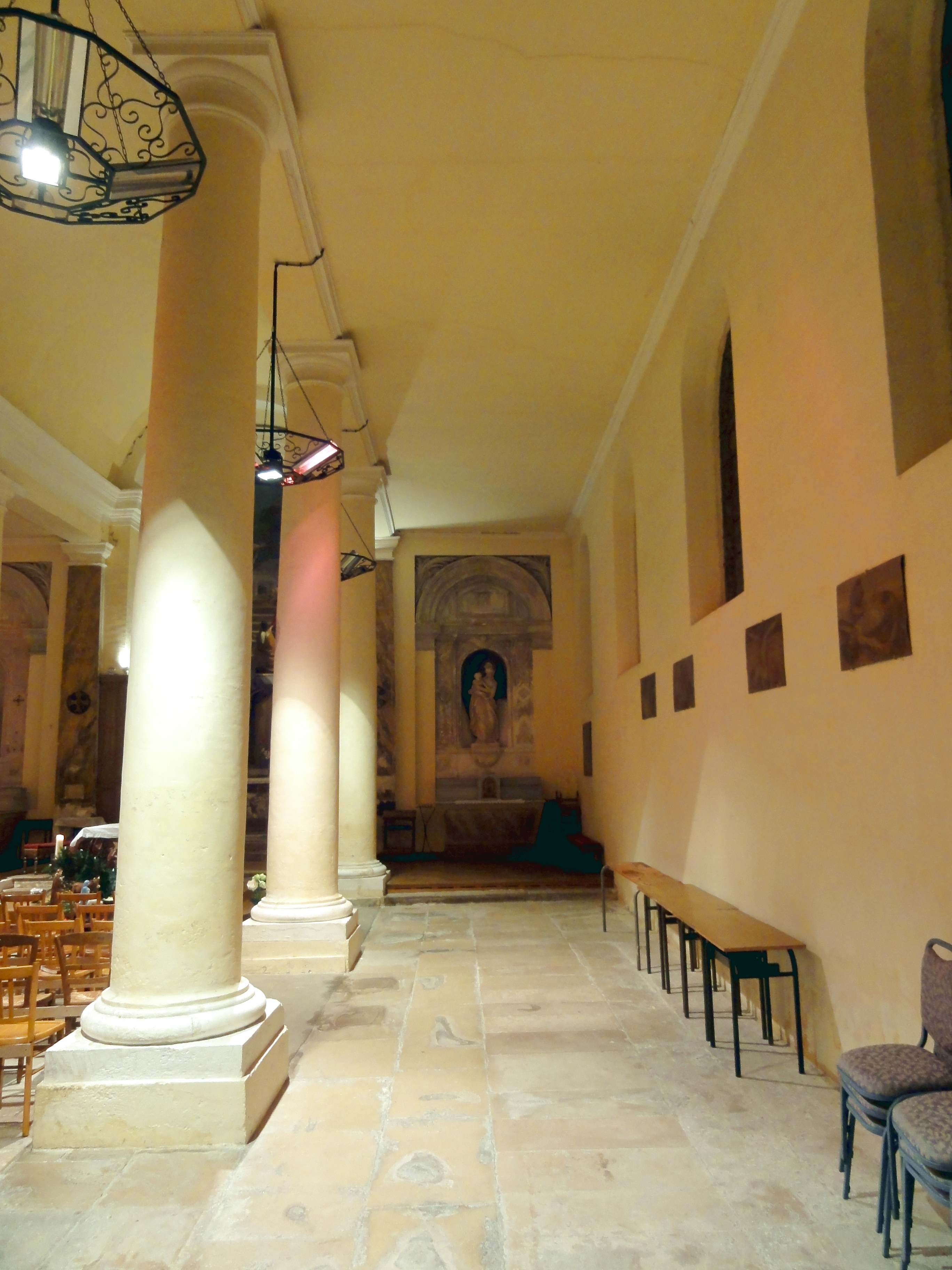
Bas-côté droit.
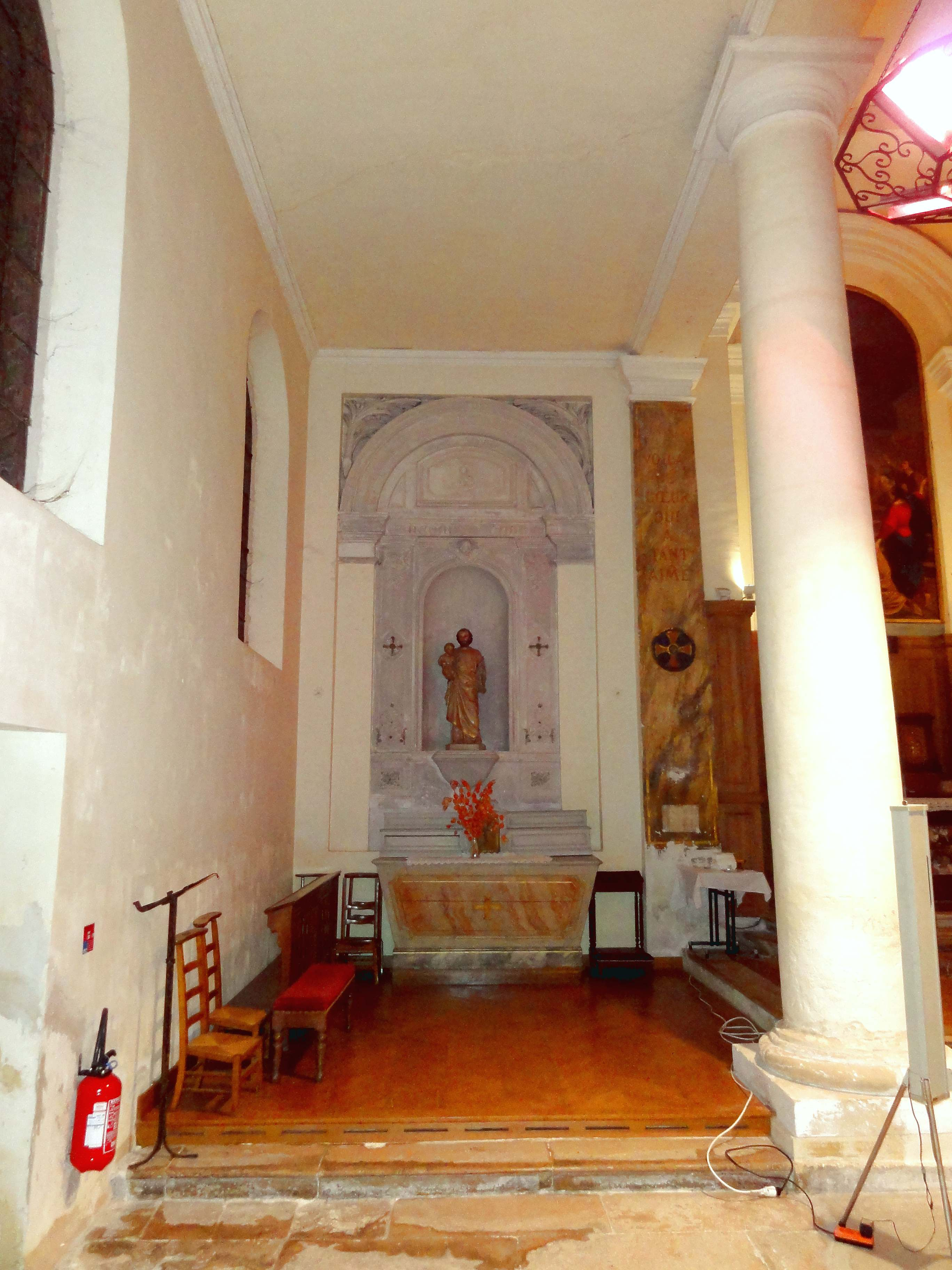
Bas-côté gauche.
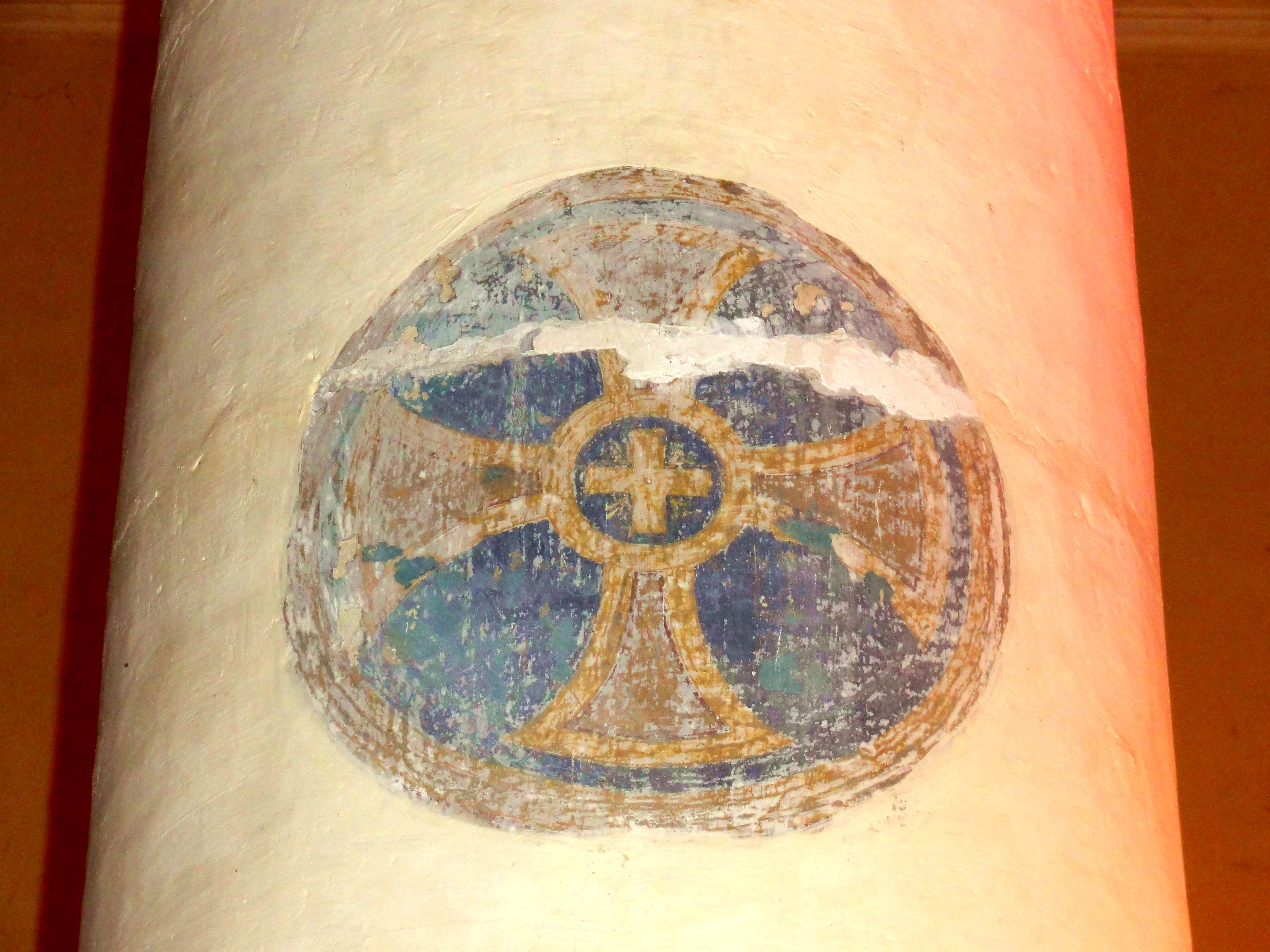
Croix de consécration.

## Mobilier

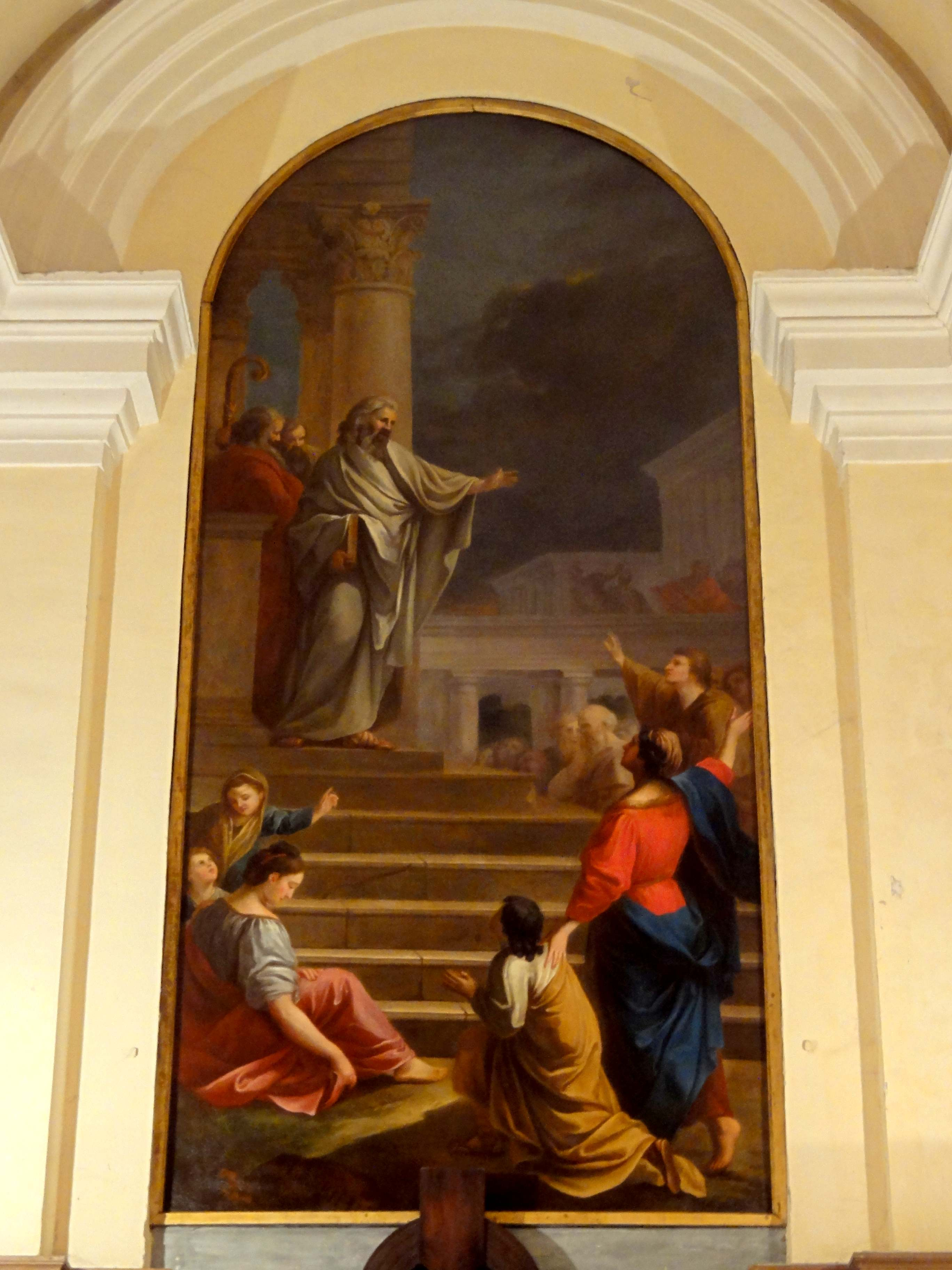
Tableau de retable - saint Denys prêchant aux portes de Paris.

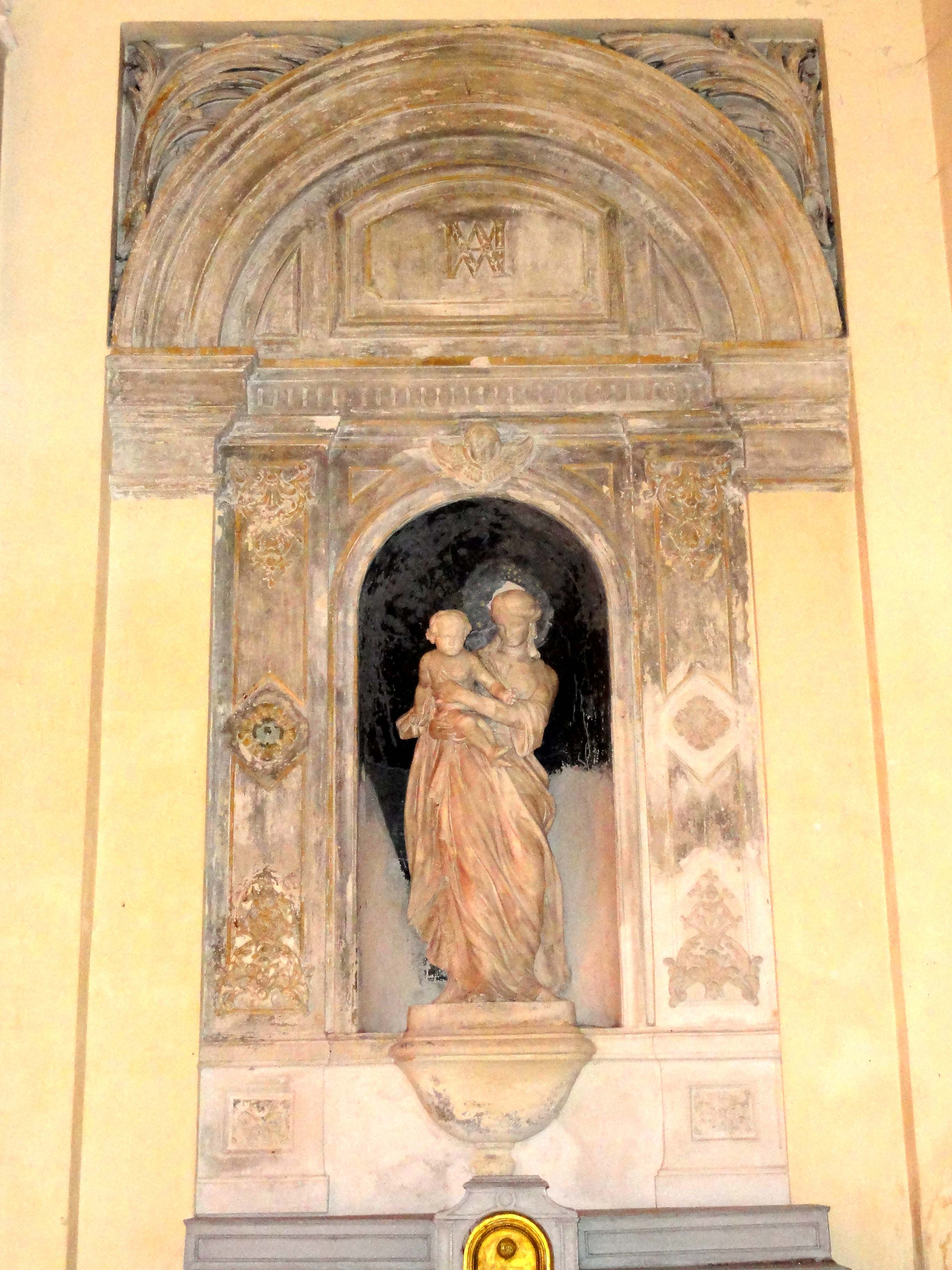
Retable de la Vierge Marie.

L'église est peu fournie en mobilier, et aucun élément n'est classé monument historique au titre objet. Le mobilier ne manque toutefois pas d'intérêt, car hormis les bancs, il est en grande partie contemporain de l'édifice. Le tambour de porte va au-delà de l'aspect purement fonctionnel, et arbore des pilastres cannelés et un entablement avec corniche à denticules. De part et d'autre, des petits bénitiers en pierre taillée sont encastrés dans le mur. Identiques tous les deux, ils adoptent la forme de gros coquillages reposant sur un cul-de-lampe dans le goût baroque, et affichant en face un homme vert. Au début du bas-côté gauche, l'on trouve les fonts baptismaux, qui sont en pierre taillée traitée en faux-marbre rouge, et se font le reflet d'une construction au rabais, à l'image de la simplicité de toute l'église. Quelques pierres tombales provenant de l'ancienne église sont intégrées dans le dallage du sol. Leurs inscriptions ont été relevées au troisième quart du XIXe siècle par le baron Ferdinand de Guilhermy. Au début du bas-côté droit, l'on trouve le confessionnal, qui n'a de remarquable que la grille en fer forgé de la loge centrale. Il n'y a plus de chaire à prêcher. Les douze vitraux hagiographiques des bas-côtés sont de Claudius Lavergne (1815-1887). Au chevet, l'ancien maître-autel est en forme de tombeau galbé, et également traité en faux-marbre, qui est ici en deux tons, gris et rouge. Le modeste décor sculpté comporte des feuilles d'acanthe aux nervures perlées aux angles, et un bas-relief représentant la colombe du Saint-Esprit entourée de rayons de lumière en face. Cet autel provient de la chapelle du château. Au-dessus, le tabernacle se signale par sa porte cintrée, marquée du monogramme AM, et sculptée d'un motif rarement employé pour les tabernacles : il s'agit du pélican mystique nourrissant ses petits de sa propre chair, comme l'un des symboles de l'Eucharistie. Son nid est établi sur un pic rocheux, et un rang de perles accompagne les bordures de la porte.
Déjà signalé, le tableau de retable représente saint Denys prêchant aux portes de Paris. Barbu, les longs cheveux blancs lui retombant sur les épaules, il est vêtu d'une toge à l'antique, et semble sortir du temple dont l'on voit trois colonnes aux chapiteaux corinthiens à gauche, un livre fermé dans une main, tandis qu'il décide spontanément de s'adresser aux quelques spectateurs qui se tiennent, assis ou debout, en bas de l'escalier. Deux acolytes accompagnent saint Denys, dont l'un lui tient la crosse épiscopale. Les spectateurs adoptent des gestes très différents : les uns lèvent théâtralement un bras pour signifier aux autres de prêter attention à la parole de l'Apôtre, et répondent ainsi à leur évêque qui esquisse le même geste avec son bras libre, tandis que d'autres sont plus recueillis ; une femme au premier plan semble au contraire perdue dans ses pensées et joue avec sa robe, et un jeune homme, également au premier plan, s'agenouille de dévotion, et rejoint les mains pour la prière. Pour venir aux deux retables des collatéraux, l'un dédié à saint Joseph, l'autre à la Vierge Marie, ils sont en pierre, et comportent les mêmes éléments que le portail, ainsi que des éléments supplémentaires qui rendent le décor plus abouti. Les écoinçons au-dessus du fronton sont garnis d'une palme. Au lieu d'une baie factice, le tympan arbore un panneau entouré de moulures, où figurent les initiales SJ pour saint Joseph et MA pour Marie. Entre les deux pilastres, l'entablement est gravé de glyphes. À l'emplacement des vantaux du portail, l'on trouve une niche à statue en plein cintre, qui est surmontée d'une tête de chérubin entre deux ailes, et flanquée de pilastres plats, qui sont sculptés d'un losange inscrivant une croix à mi-hauteur, et de motifs décoratifs végétaux en haut et en bas. Il y a, en outre, des stylobates décorés de rosaces. Les consoles qui supportent les statues de saint Joseph à l'Enfant et de la Vierge à l'Enfant sont en revanche frustes. L'on ne dispose pas de renseignements sur ces statues.

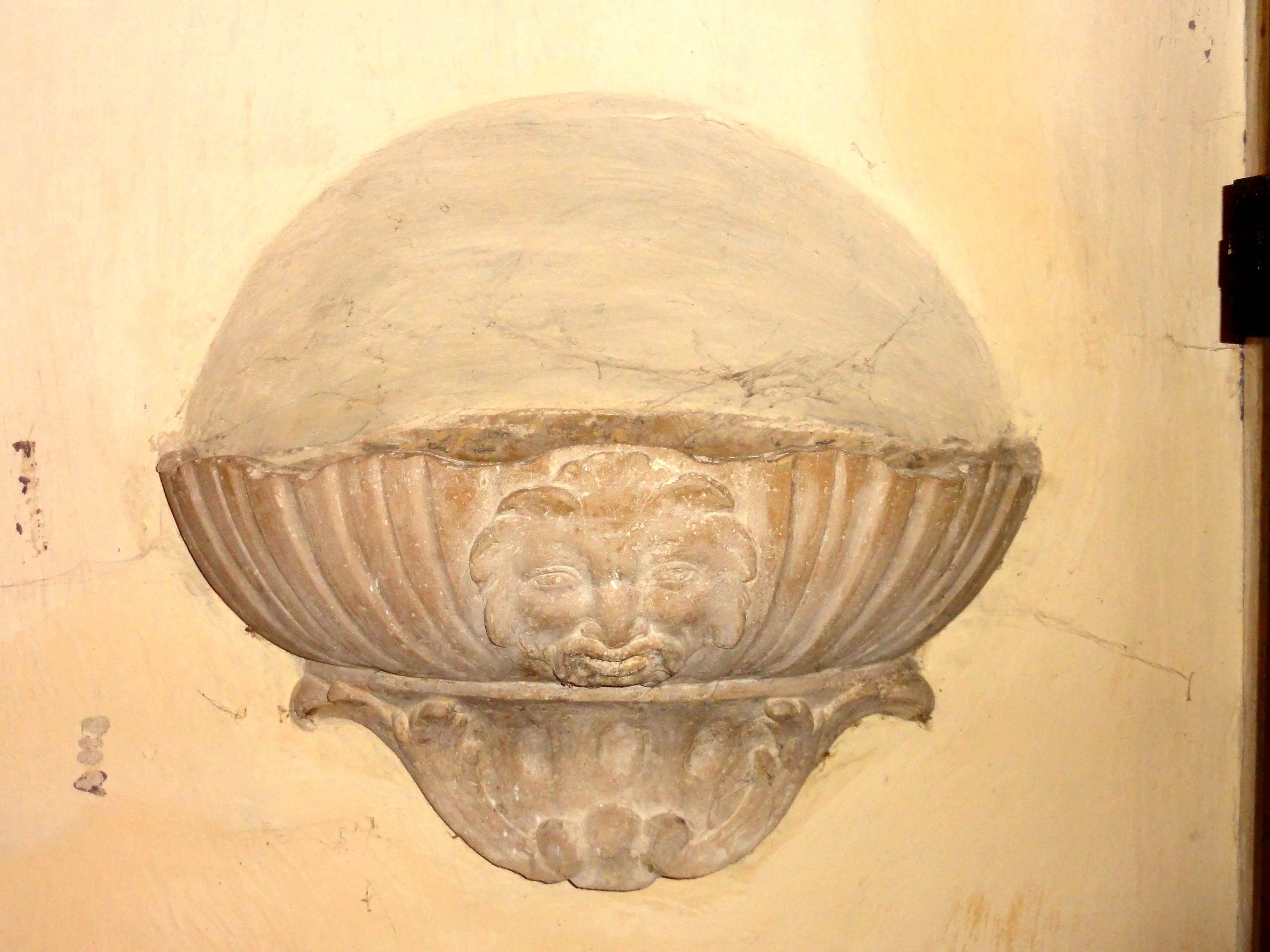
Bénitier.
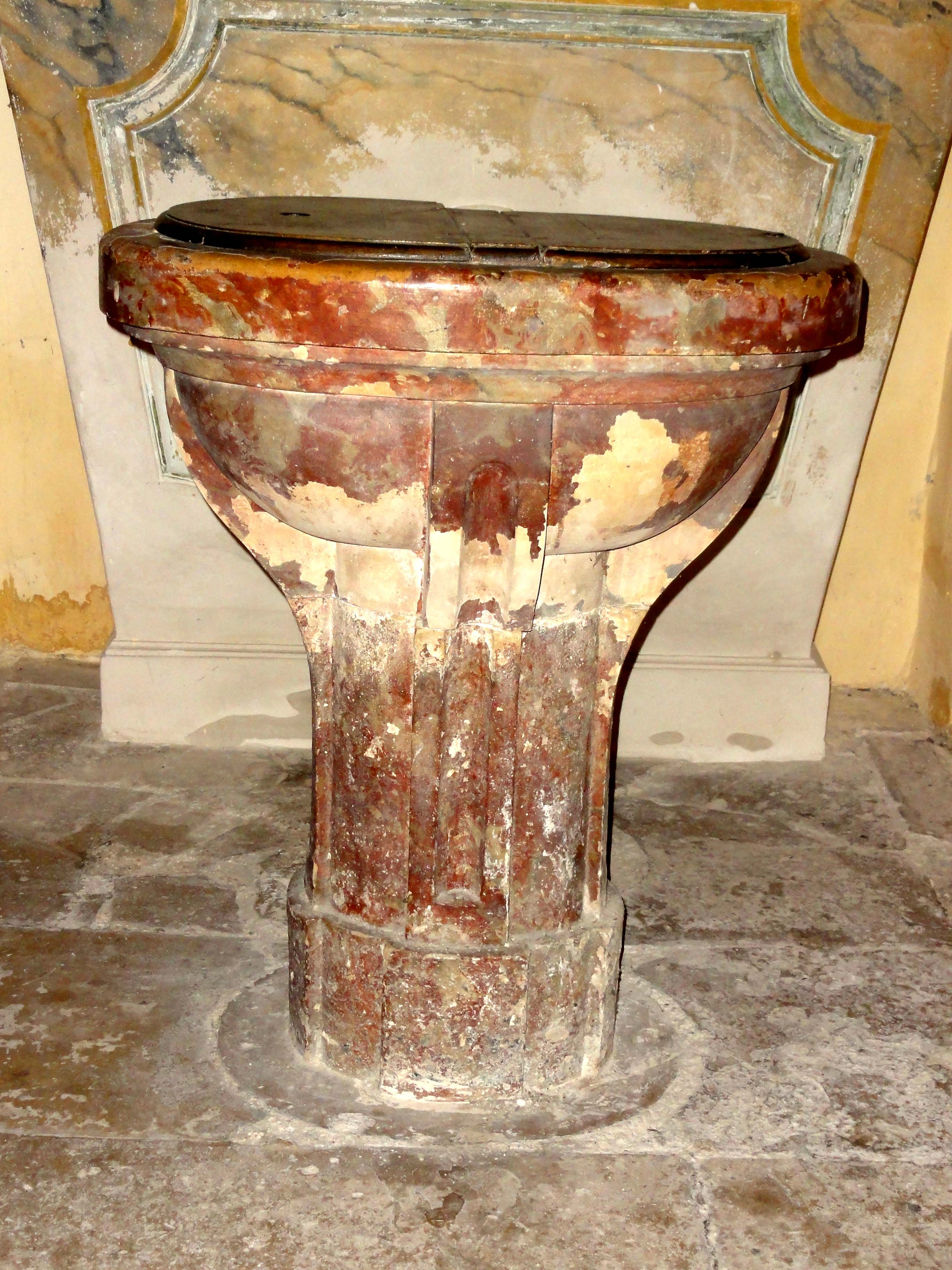
Fonts baptismaux.
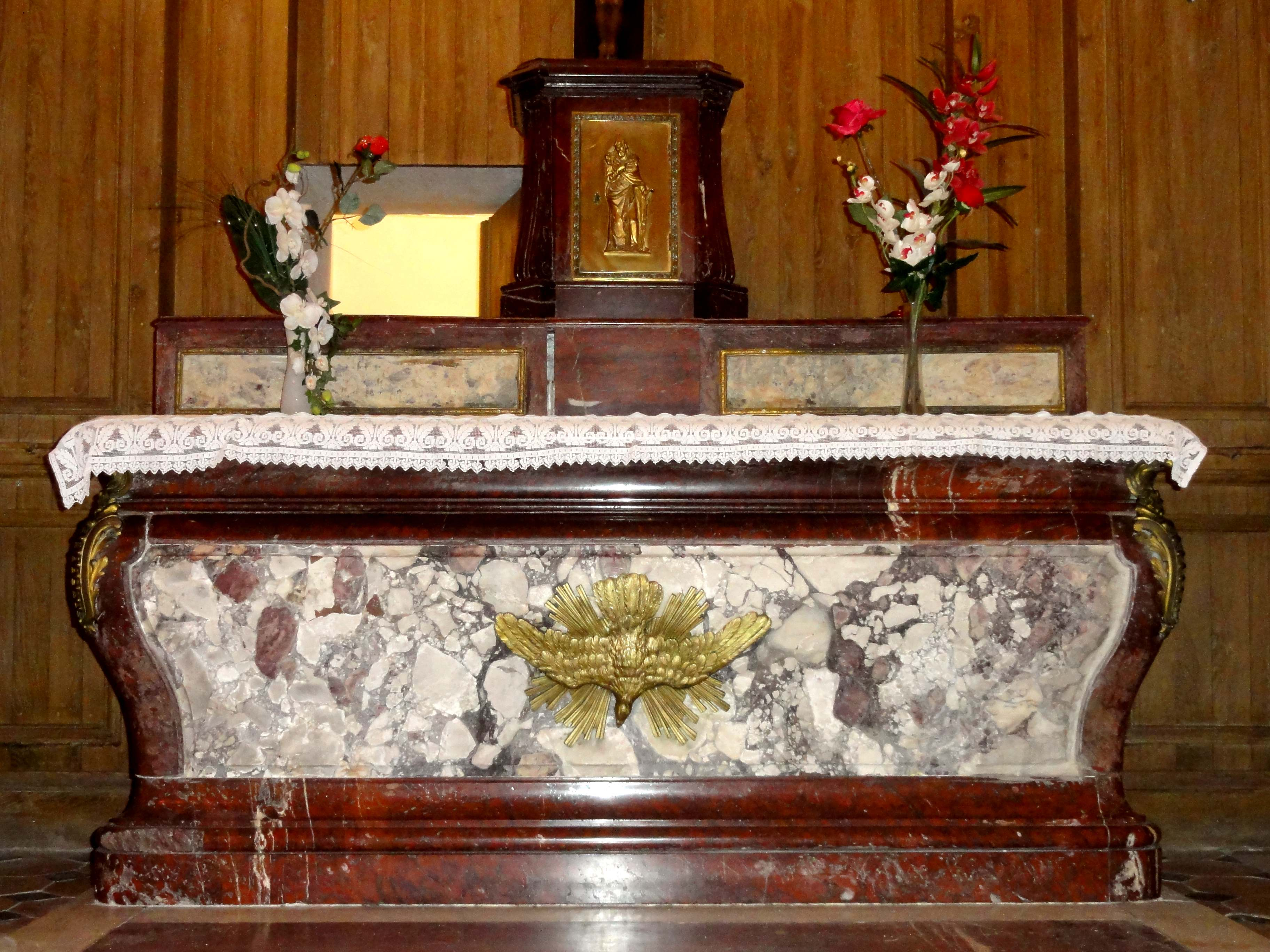
Maître-autel.
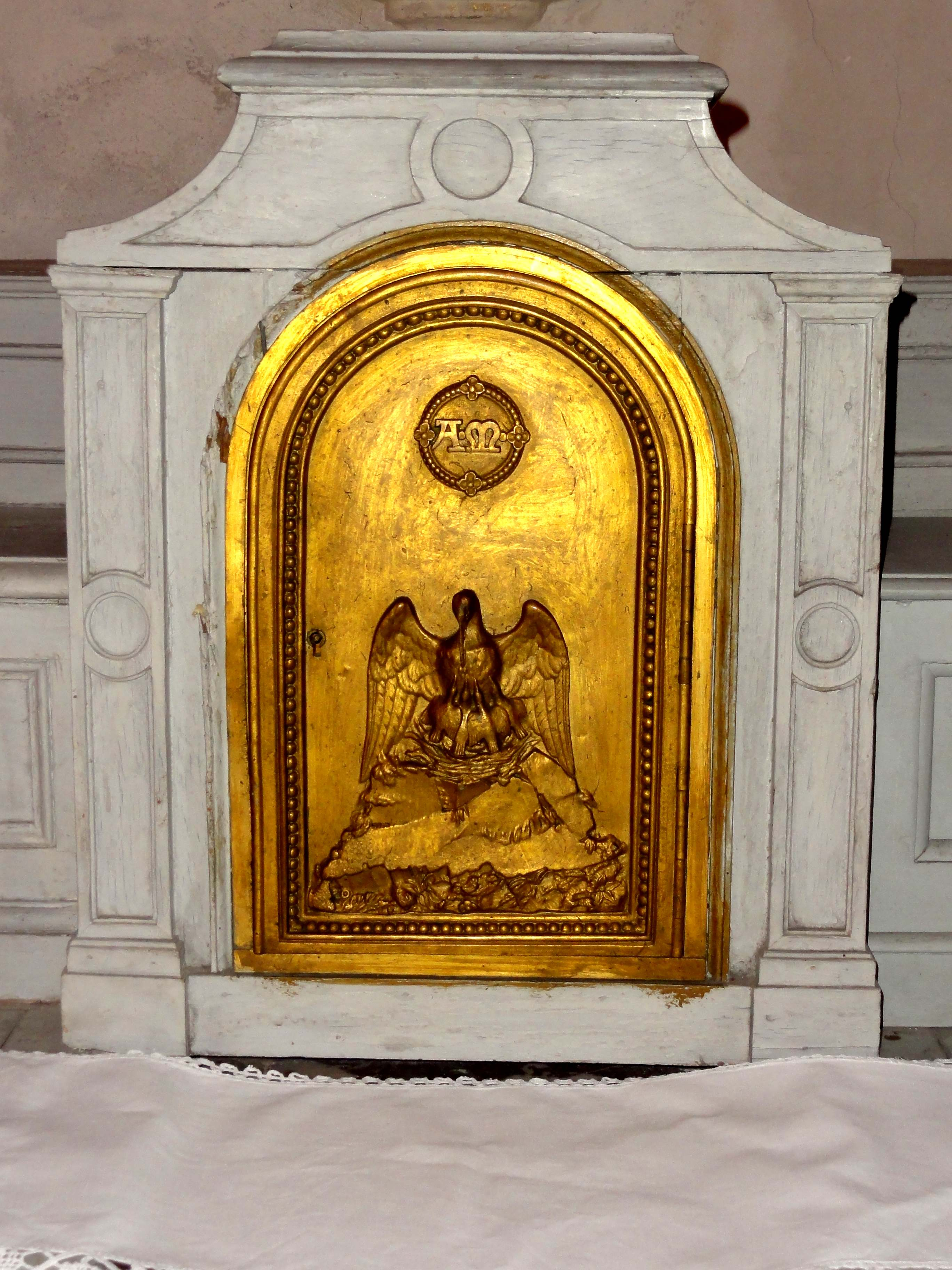
Tabernacle.
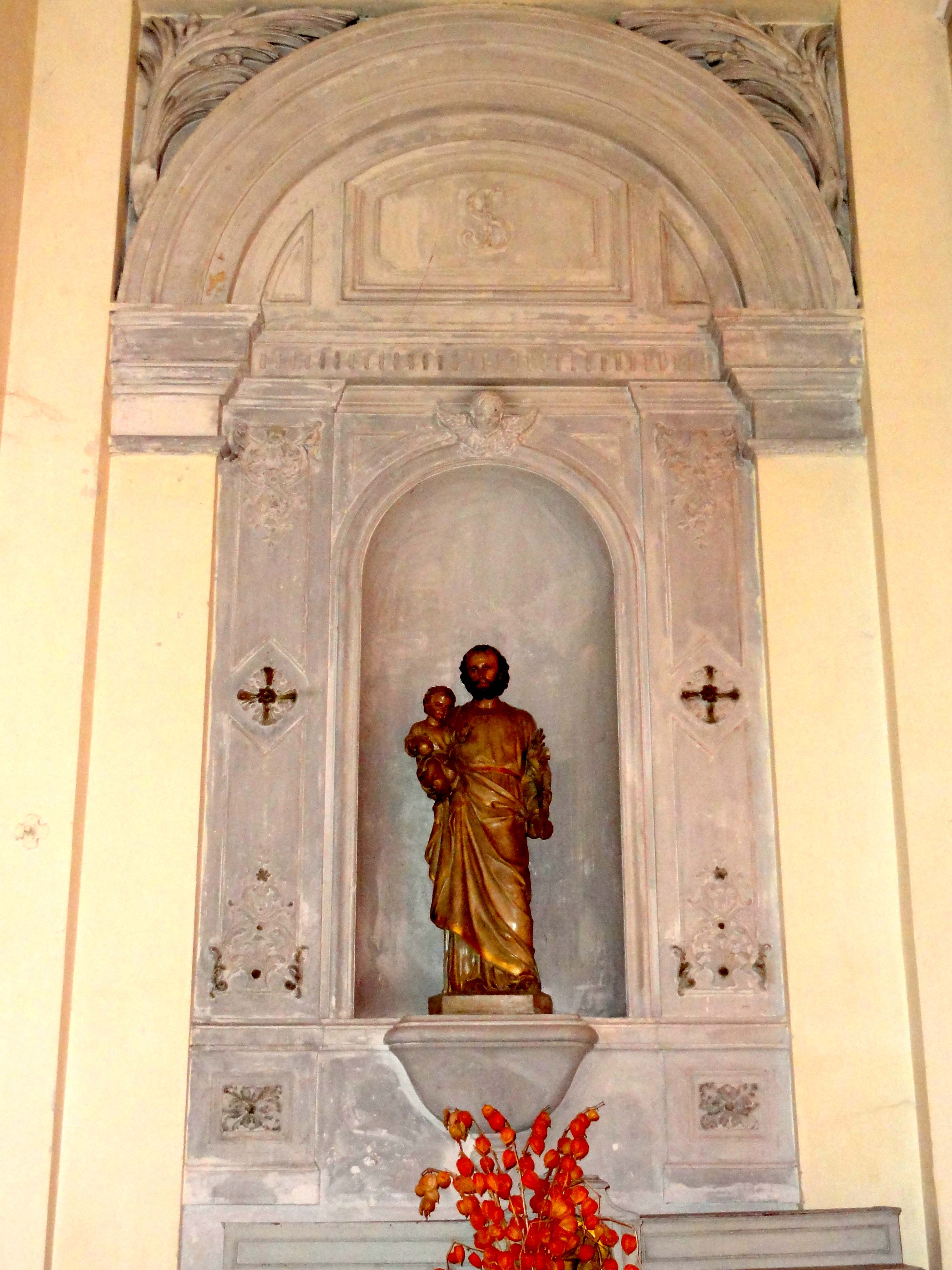
Retable de saint Joseph.
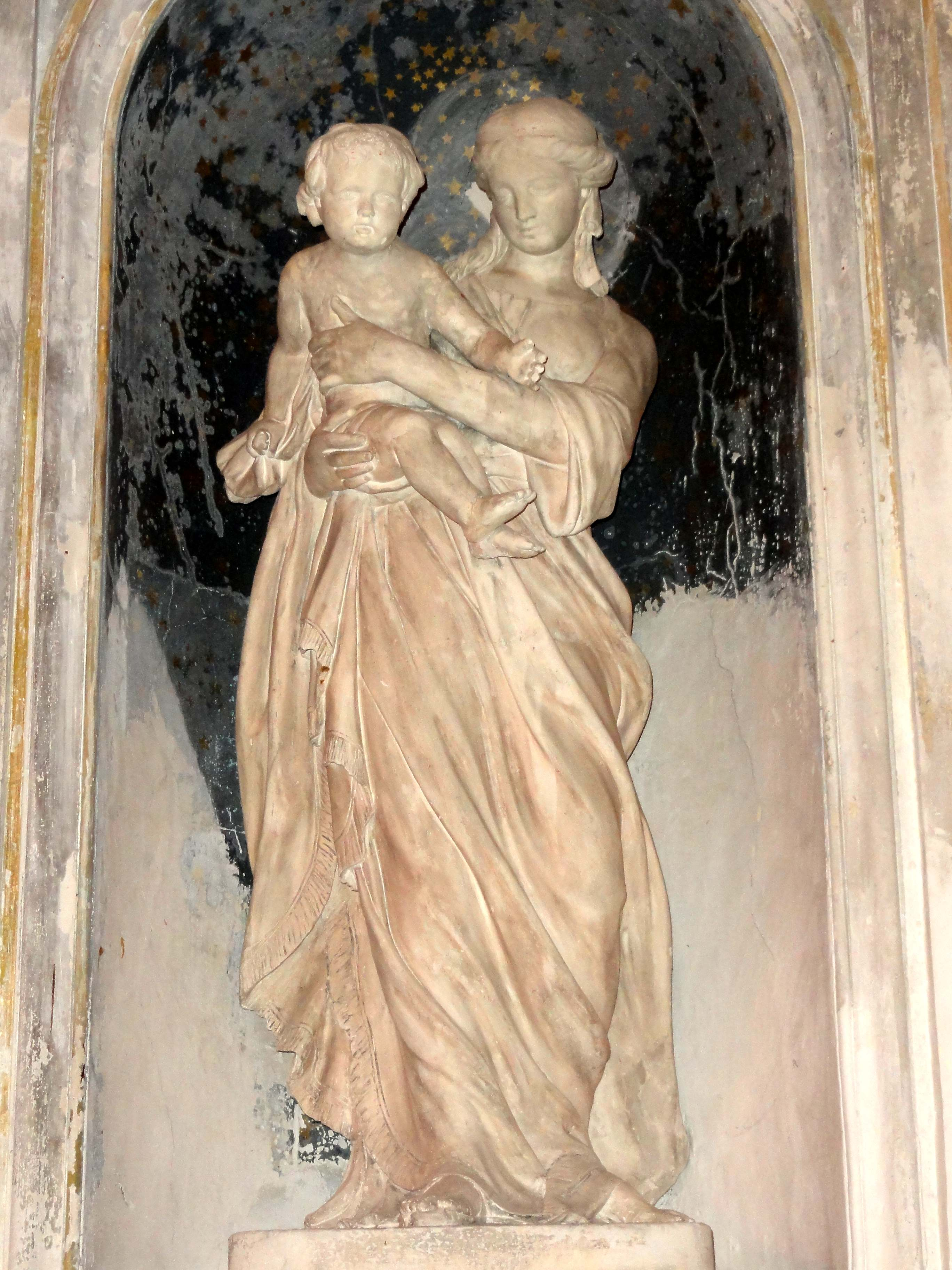
Vierge à l'Enfant.